# Universiteit van Florence
De Universiteit van Florence (Italiaans: Università degli Studi Di Firenze) is een van de grootste en oudste universiteiten in Italië. Zij bestaat uit twaalf faculteiten en heeft ongeveer 60.000 ingeschreven studenten.
De universiteit, die van Studium Generale is geëvolueerd, is in 1321 door de Florentijnse Republiek opgericht. De Studium werd erkend door Paus Clemens VI in 1349, en werd gemachtigd om regelmatige academische titels te verlenen. De Paus stelde ook vast dat de eerste Italiaanse faculteit van theologie in Florence zou zijn. De Studium werd een keizeruniversiteit in 1364, maar werd verplaatst naar Pisa in 1473 toen Lorenzo I de' Medici controle over Florence kreeg. Karel VIII van Frankrijk zorgde ervoor dat de titel terugkwam van 1497 tot 1515, maar het werd opnieuw verplaatst naar Pisa toen de Medici de macht terugkregen.
In 1859 werd het de Istituto di Studi Pratici e di Perfezionamento, een jaar later werd het erkend als een volledige universiteit door de toenmalige regering. In 1923 werd het officieel benoemd tot universiteit door het Italiaanse Parlement.

## Organisatie
- Faculteit van Kunst
- Faculteit van Landbouw
- Faculteit van Architectuur
- Faculteit van Economie
- Faculteit van Onderwijs
- Faculteit van Techniek
- Faculteit van Rechten
- Faculteit van Wiskunde, Fysica en Natuurwetenschappen
- Faculteit van Geneeskunde en Chirurgie
- Faculteit van Farmacologie
- Faculteit van Politicologie
- Faculteit van Psychologie